# Pi de les Quatre Besses del Dalmau
El Pi de les Quatre Besses o Pi de les Quatre Besses del Dalmau (Pinus pinea) és un arbre que es troba a Sant Llorenç Savall (el Vallès Occidental), el qual és, sens dubte, l'arbre més espectacular de tot el Vallès Occidental. A finals del 2024 s'ha mort.

## Dades descriptives
- Perímetre del tronc a 1,30 m: 4 metres.
- Alçada: 28 metres.
- Amplada de la capçada: 14 x 21 metres.[1]
- Altitud sobre el nivell del mar: 479 metres.

## Aspecte general
Hom creu que té entre 300 i 500 anys d'existència i les seues quatre besses simètriques es ramifiquen a 1,3-2 metres des de la base. Està malalt des de l'any 2004 i, tot i les intervencions que s'hi han realitzat, una de les seues branques és morta des del 2005, mentre que la resta de la capçada mostra un aspecte gris i poc saludable. A finals del 2024 s'ha mort, les tres branques que quedaven són seques i el tronc és ple de bolets de soca que supuren per les clivelles de l'escorça. L'agost del 1988 fou declarat Arbre Monumental de Catalunya (codi 40.223.01) i n'és l'únic de tot el Parc Natural de Sant Llorenç del Munt i l'Obac.

## Accés
És ubicat a la Vall de Mur, prop de la cruïlla de pistes del Dalmau i el Daví i dins del Parc Natural de Sant Llorenç del Munt i l'Obac: al quilòmetre 16,3 de la carretera B-124 de Castellar del Vallès a Sant Llorenç Savall trobem la urbanització de les Marines. Pugem pel costerut carrer principal fins a assolir la part alt de la susdita urbanització, on trobem un encreuament. Tombem pel carrer de l'esquerra (Camí del Daví). En trobar una altra bifurcació, continuem pel carrer de la dreta. En arribar al final de l'asfalt, estacionem el vehicle. Ja a peu, continuem per la pista de terra. Al cap d'uns 10 minuts assolim el Coll de Palomeres i tombem per la pista de la dreta, iniciant una suau baixada vers la Vall de Mur. Uns 10 minuts més tard fem cap a una pista molt fressada i la prenem a l'esquerra. Recorreguts uns 50 metres veurem un corriol que baixa a mà dreta i que, pocs metres avall, ens deixarà al peu de l'altiu pi. Coordenades UTM: 31T X0420123 Y4612401. Coordenades GPS: X: 2.02952, Y: 41.66042.

## Curiositats
Aquest pi pinyer arrossega una tirallonga d'històries i anècdotes que l'han convertit en un dels símbols més entranyables del massís de Sant Llorenç del Munt. Entre els episodis més dramàtics que ha patit destaquen un parell d'incendis i un grapat d'intents de talar-lo. La tradició oral diu que ja se'l pretengué talar durant les successives guerres carlines (al llarg del segle XIX). En aquelles ocasions aconseguí sobreviure a la destral. En arribar l'any 1917 fou el foc qui estigué a punt de devorar-lo. El vell pi es salvà de les flames in extremis gràcies a l'esforç d'en Salvador Codina, mossèn de Sant Llorenç Savall, i del seminarista Llorenç Garriga. 20 anys més tard, en plena Guerra Civil Espanyola, el Comitè Antifeixista Local plantejà l'any 1937 la conveniència d'abatre'l. Les aferrissades súpliques d'en Pere Dalmau (aleshores propietari de la finca i de l'arbre) dient ... preferia que el matessin a ell abans que abatre l'arbre van fer desistir els boscaters que es disposaven a talar-lo. L'hivern del 1986 una nevada abundant, seguida d'un episodi de fortes gelades, va provocar el trencament d'una de les branques secundàries del pi. El recompte dels anells va permetre fixar el naixement d'aquesta branca el 1796. Ja en ple segle xxi, l'estiu del 2003, un paorós incendi devastà el municipi de Sant Llorenç Savall i els seus entorns. El foc s'aturà a un quilòmetre escàs de l'arbre. Pocs mesos més tard, moria sense descendència en Carles Dalmau, darrer membre de la nissaga Dalmau i propietari de l'arbre. La casualitat va voler que el decés d'en Dalmau coincidís amb el decandiment del Pi de les Quatre Besses. Aquell mateix any, un equip de botànics li diagnosticà una afecció greu, concloent que li restaven molt pocs anys de vida. D'aleshores ençà, el deteriorament ha estat evident: el 2005 morí una de les quatre emblemàtiques besses (talada la primavera del 2012), mentre la capçada s'ha anat esclarissant tot prenent un malaltís color grisenc. L'any 2007 fou immortalitzat a la novel·la De porc i de senyor. Memòries d'un senglar del Vallès d'Albert Vicens i Llauradó, on el vell pi encarna en Pinot, un dels personatges de la narració.